# ルイージ・ベッカリ
ルイージ・ベッカリ (Luigi Beccali、1907年11月19日- 1990年8月29日)は、イタリアの陸上競技選手。1932年ロサンゼルスオリンピック男子1500mの金メダリストである。

## 経歴
ミラノ出身のベッカリは、若い頃には自転車と陸上競技に興味を持っていたが、コーチとの出会いが彼を陸上競技の道に進めさせるきっかけとなった。ベッカリは、1928年から1931年の1500m走のイタリアチャンピオンとなり、1932年ロサンゼルスオリンピックに出場、1500mで金メダルを獲得し一夜にして国民的英雄となる。
1933年、ベッカリは1500mでフランスのジュール・ラドゥメグ(Jules Ladoumègue)の記録と並ぶ3分49秒2、次いでそれを更新する3分49秒0、そして、1000ヤードでも2分10秒0の3つの世界新記録を樹立する。1934年の第1回ヨーロッパ選手権でも1500mを制覇。しかし、1936年ベルリンオリンピックでは、ニュージーランドのジャック・ラブロック(Jack Lovelock)とアメリカのグレン・カニンガム(Glenn Cunningham)に敗れ、オリンピック連覇はならなかった。
ベッカリは、1938年のヨーロッパ選手権の1500mでも3位、イタリア選手権でも1500mでは1934年から1938年まで5連覇、1935年には5000mでも勝利している。
競技から引退したベッカリは、アメリカに移住し、1990年にこの世を去っている。